# Felisa Wolfe-Simon
Felisa Wolfe-Simon é uma microbiologista e geoquímica da NASA, bolseira da United States Geological Survey e bolseira pós-doutorada do NASA Astrobiology Institute juntamente com a Arizona State University. Suas pesquisas concentram-se na microbiologia evolutiva e vias metabólicas exóticas. Ela ficou conhecida por ter liderado a equipa de cientistas que estudou uma bactéria extremófila, a GFAJ-1, sugerindo que esta fosse capaz de utilizar arsénio em substituição do fósforo e de incorporar arsénio no seu ADN.
Apesar do alarde que caracterizou o anúncio deste trabalho pela NASA, a possibilidade de incorporação do arsénio em substituição ao fósforo, foi amplamente refutada em 2012 por pesquisadores da Universidade da Colúmbia Britânica e da Universidade de Princeton que não encontraram qualquer evidência de utilização do arsénio em biomoléculas nas cepas de GFAJ-1